# Христианство в Аргентине
Христианство в Аргентине — самая распространённая религия в стране.
По данным исследовательского центра Pew Research Center в 2010 году в Аргентине проживало 34,42 млн христиан, которые составляли 85,2 % населения этой страны. Энциклопедия «Религии мира» Дж. Г. Мелтона оценивает долю христиан в 2010 году в 91,9 % (37,4 млн).
Крупнейшим направлением христианства в стране является католицизм. В 2010 году в Аргентине действовало 30,3 тыс. христианских церквей и мест богослужения, которые принадлежали 194 различным деноминациям.
Помимо аргентинцев, христианами являются большинство живущих в стране итальянцев, креолов, кечуа, галисийцев, гуарани, испанцев, мапуче, чилийцев, поляков, каталонцев, перуанцев, армян, тоба-ком, уругвайцев, диагита, румын, бразильцев, украинцев и др.
Аргентинские христиане активно участвуют в межконфессиональном диалоге. В 1938 году в стране была создана Аргентинская федерация евангелических церквей, объединившая протестантов. Консервативные евангельские церкви объединены в Аргентинский альянс евангельских церквей, связанный со Всемирным евангельским альянсом. Наконец, протестанты, православные и католики объединены в Экуменическую комиссию христианских церквей (основана в 1988 году). По состоянию на 2015 год 7 аргентинских церквей (все — протестантские) входят во Всемирный совет церквей.